# 新今井橋
新今井橋（しんいまいばし）は、新中川に架かる橋のひとつで、東西岸の東京都江戸川区西瑞江四丁目地内を結び、東京都道50号東京市川線（新大橋通り）を通す。

## 概要
東岸は、高架橋（連続陸橋）で今井街道と篠崎街道を立体交差で通過し、旧江戸川に架かる今井橋に結ばれている。橋の中央から幅員が広くなり、東岸の瑞江地区や篠崎街道へ至る側道が分岐している。
西岸は、環七通り（葛西工業高校前交差点）に接続する。

## 歴史
江戸川区内を東西に通る東京都市計画道路放射第31号線（新大橋通り）が千葉県と結ばれるために延伸。1984年（昭和59年）3月6日に事業認可。1997年（平成9年）11月23日に開通した。
新今井橋の開通後、今井橋や瑞江大橋の渋滞は解消され、千葉県とのアクセスが更に強化された。

## 諸元
- 形式 – 3径間連続鋼鈑桁橋
- 橋長 – 121.5 m（高架橋部込675.9 m）
- 幅員 – 22.5 m〜32.5 m鋼鈑
- 鋼重 – 540 t
- 工事主体 – 東京都
- 鋼桁製作・架橋 – 松尾橋梁株式会社

## 周辺
- 都営地下鉄新宿線一之江駅
- 東京都立葛西工業高等学校
- 都営バス臨海支所今井操車場
- 今井児童交通公園（平成31年3月31日閉園、4月6日より東部交通公園・江戸川4丁目10番地。)
- 今井水門

## 隣の橋
- 新中川

（上流） - 明和橋 - 瑞江大橋 - 新今井橋 – 瑞穂大橋 - 旧江戸川に合流 - （下流）